# (7230) Lutz
(7230) Lutz est un astéroïde de la ceinture principale.

## Description
(7230) Lutz est un astéroïde de la ceinture principale. Il est découvert le 12 septembre 1985 à la station Anderson Mesa par Edward L. G. Bowell. Il présente une orbite caractérisée par un demi-grand axe de 2,37 UA, une excentricité de 0,24 et une inclinaison de 3,1° par rapport à l'écliptique.

## Compléments